# Henry Norris Russell
Henry Norris Russell (Oyster Bay, 25 de outubro de 1877 — Princeton, 18 de fevereiro de 1957) foi um astrônomo norte-americano.
Desenvolveu, juntamente com Ejnar Hertzsprung, o diagrama de Hertzsprung-Russell, em 1910.

## Trabalhos publicados
Russell co-escreveu um livro influente de dois volumes em 1927 com Raymond Smith Dugan e John Quincy Stewart: Astronomy: A Revision of Young's Manual of Astronomy (Ginn & Co., Boston, 1926–27, 1938, 1945). Este se tornou o livro-texto de astronomia padrão por cerca de duas décadas. Havia dois volumes: o primeiro era O Sistema Solar e o segundo era Astrofísica e Astronomia Estelar. O livro popularizou a ideia de que as propriedades de uma estrela (raio, temperatura da superfície, luminosidade , etc.) (incluindo Heinrich Vogt que descobriu independentemente o resultado). Como a composição química de uma estrela muda gradualmente com a idade (geralmente de forma não homogênea), a evolução estelar resulta.
Russell dissuadiu Cecilia Payne-Gaposchkin de concluir que a composição do Sol é diferente da Terra em sua tese, pois contradizia a sabedoria aceita na época. Ele percebeu que ela estava correta quatro anos depois, depois de obter o mesmo resultado por meios diferentes. Em seu artigo, Russell creditou a Payne a descoberta de que o Sol tinha uma composição química diferente da Terra.
- Henry Norris Russell; Frederick Albert Saunders (1925). «New Regularities in the Spectra of the Alkaline Earths». Astrophysical Journal. 61: 38–69. Bibcode:1925ApJ....61...38R. doi:10.1086/142872
- Henry Norris Russell; Raymond Smith Dugan; John Quincy Stewart (1945) [1926–27, 1938]. Astronomy: A Revision of Young's Manual of Astronomy; Vol. I: The Solar System; Vol. II: Astrophysics and Stellar Astronomy. Boston: Ginn & Co.
- Henry Norris Russell (1929). «On the Composition of the Sun's Atmosphere». Astrophysical Journal. 70: 11–82. Bibcode:1929ApJ....70...11R. doi:10.1086/143197
- Henry Norris Russell (1937). «Model Stars (13th Josiah Willard Gibbs Lecture)». Bull. Amer. Math. Soc. 43 (2): 49–77. MR 1563489. doi:10.1090/S0002-9904-1937-06492-5

## Homenagens
- 1921 - Medalha de Ouro da Royal Astronomical Society[3]
- 1922 - Medalha Henry Draper[4]
- 1922 - Prémio Lalande[5]
- 1925 - Medalha Bruce[6]
- 1925 - Prémio Rumford[7]
- 1934 - Medalha Franklin[8]
- 1936 - Medalha Janssen
- 1936 - Gibbs Lecture[9]
- 1946 - Henry Norris Russell Lectureship

## Obituários
- «MNRAS 118 (1958) 311»
- «Obs 77 (1957) 67»
- «PASP 69 (1957) 223»